# Dogo Argentino
Dogo Argentino kaldes også argentinsk mastiff og er en stor og muskuløs hunderace af Molossertypen, der er forbudt i flere lande, herunder Danmark. Den er avlet som storvildt jagthund og bliver undertiden uddannet til eftersøgnings- og redningshunde, politihunde, servicehunde og militært arbejde
Dogo Argentino er ikke velegnet til førstegangsejere.

## Oprindelse og alder
Dogo Argentino stammer, som navnet antyder, fra Argentina. Den blev fremavlet af Dr. Antonio Nores Martinez og hans bror Augustin Nores Martinez i provinsen Córdoba. De havde en vision om en storvildtjagthund, som kunne angribe, være modig og stærk nok til at jage puma, vildsvin og jaguar, mens de også ville have en hund, der kunne værne om hjemmet og fungere socialt inden for familien.
Dogoen blev fremavlet i 1920'erne og består af en blanding af ti forskellige racer, hvor basismaterialet bestod af tredive hunde af racen "the Old Córdoba Fighting Dog", som var en frygtløs fighter.
Racen som i dag er uddød, blev kun brugt og avlet til at kæmpe og dø i arenaen.
"the Old Córdoba Fighting Dog", bestod af mastiff, engelsk bulldog, bullterrier og boxer, kamphundsinstinkt fra disse hunde blev tidligt avlet væk, og i stedet koncentreret sig om, hvordan man får hundene til at samarbejde.
De andre racer der blev krydset for at fremelske racen Dogo Argentino er:
| Billede | Race              | Oprindelsesland    | Note |
| ------- | ----------------- | ------------------ | --- |
|         | Spansk mastiff    | Spanien            | anvendes for dens styrke og kraft. |
|         | Grand danois      | Tyskland / Danmark | blev krydset ind for sin størrelse, sin samlede styrke og udholdenhed |
|         | Engelsk bulldog   | England            | for sin stærke brystkasse og stædighed, men ikke for meget af den engelske Bulldog, så Dogoen ikke fik tiltendes til at være for lille og få underbid. |
|         | Bullterrier       | England            | den hvide version blev brugt til at give Dogoen mere mod og en stor stædighed. Desværre brugte brødrene af en døv bullterrier og døvhed er i dag en racefejl hos Dogoen. Dette er ikke kun på grund af denne blodlinje, men også på grund af indavl og alt for lidt pigment. |
|         | Boxer             | Tyskland           | blev krydset ind frem for alt for at få mere spændstighed, deres venlige temperament og deres intelligens. |
|         | Pyrenæisk Mastiff | Spanien            | blev krydset ind, blandt andet for sin hvide pels og vagt instinkt. Fra USA importerer brødre to hvalpe, hvis forældre var amerikanske og canadiske Champions. De importerede hunde, en han og en tæve, blev brugt i avlen i mange år. |
|         | Pointer           | Storbritannien     | bruges i avlen for at bidrage med racens ekstraordinære gode lugtesans og sin behagelige temperament. |
|         | Irsk Ulvehund     | Irland             | Ulvehunden var en stor favorit med brødrene Martinez, men der var ingen eksemplarer i hele Argentina. Efter meget besvær lykkedes det dem at importere en tæve fra Irland. Hun krydsede med en Grand Danois og en af deres hanhvalpe blev anvendt til den videre avl. Til sidst efter mange års slid, kom de i besiddelse af nogle ulvehunde og disse hunde blev brugt i fire eller fem linjer i udviklingen af Dogoen. Frem for alt blev ulvehunden brugt for sit jagtinstinkt, venlighed og størrelse. |
|         | Dogue de Bordeaux | Frankrig           | bruges i avlen til at give mod, et godt vagt instinkt, myndig massiv hovedform og stærke kæber. Desværre gav Dogue De Bordeaux en svag gul tone i Dogoens hvid pels, som krævede en masse arbejde at fjerne. |

I 1928 skrev Martinez en racens standard  og I 1947, beskrev Martinez den nye race i en artikel i en argentinsk magasin. I 1964 anerkendtes racen af den argentinske Kennel Klub og i 1973 af den internationale hund organisation FCI.

## Brugsområder
Jagthund, vagthund og selskabshund
I racens hjemland anvendes Dogoen stadig som en jagthund på storvildt, herunder vildsvin og puma.
Argentina er et fattigt land, hvor ranchers er meget bekymrede for deres afgrøder mv. Vildsvinebestanden er stort og når de angriber afgrøder giver det omfattende ødelæggelser. Vildsvin betragtes som skadedyr, og jagten er meget vigtigt, både for at redde deres afgrøder, og dels for kød, der er et vigtigt bidrag til familiernes overlevelse.
Dogoen har vist sig at være en overordentlig god sporhund.

## Udseende og helbred
Dogo argentino har et stort massivt hoved med de små mørke øjne. Brystet er dybt og bredt. Halsen er meget muskuløs og har løstsiddende hud. Halen er tyk og lang. Benene er lige og muskuløse. Snudepartiet er bredt og snuden er sort.
Dogo argentino vejer 42-45 kg og er 60-65 cm høj.
Pelsen er kort og glat. Dogo argentino har kun et lag pels.
Racestandarden foreskriver, at pelsfarven er hvid med sortpigmenteret næse; dog kan en sort aftegning omkring øjnene accepteres.
Pelsplejen er minimal, idet den kun kræver en gennembørstning en gang imellem.

### Helbred
Der er en risiko på 10 % døvheds rate for dogo argentino, hvor nogle hundene er ensidigt døv (et døvt øre, mens andre er binaurale døve (døv på begge ører). Ikke overraskende viser undersøgelser, at forekomsten af døvhed drastisk reduceres, når de anvendte avlsdyr har normal hørelse. Hoftedysplasi er også et almindelig sundhedsproblem.

## Raceforbud
Den 1. juli 2010 blev den nuværende hundelov vedtaget i det danske Folketing, hvor racen Dogo Argentino blev inkluderet i listen over forbudte hunde, der således blev ulovliggjort.Jævnfør Folketinget betegnes hunderacen, Dogo Argentino, som en kamp- og muskelhund.
Der eksisterer en såkaldt overgangsordning for hundeejere, som allerede på tidspunktet for vedtagelse af hundeforbuddet var i besiddelse af hunderacen Dogo Argentino.
Endvidere er Dogo Argentino forbudt i Norge og Storbritannien.
Flere har protesteret mod raceforbuddet, blandt andet Birgitte Nielsen og Peter van Gils, som overfor Retsudvalget har fremført, at i Holland har Dogo Argentinoen eksisteret fredeligt i 32 år, uden at have forårsaget bid skader på
hverken mennesker eller dyr.  Ikke desto mindre stadfæstede Fødevareministeriet, at der ikke et tilstrækkelig grundlag – hverken fagligt eller statistisk – for at ophæve ordningen.

## Udstillingsforbud
Justitsministeriet har meddelt Dansk Kennelklub (DKK), at det ikke er tilladt at udstille forbudte hunderacer uden mundkurv. DKK har derpå valgt, at dogo argentino ikke kan udstilles.

## Supplerende læsning
- Desmond Morris: Dogs, North Pomfret, Vermont 2008, ISBN 978-1-57076-410-3